# Kristin Krohn Devold
Kristin Margrethe Krohn Devold, född 12 augusti 1961 i Ålesund, är en norsk näringslivsperson och före detta politiker inom Høyre. Hon var ledamot av Stortinget från Oslo 1993–2005 och försvarsminister i Kjell Magne Bondeviks andra regering 2001–2005. Hon är dotter till skeppsmäklaren Edvard Devold (1928-) och resebyråchefen Kristin Krohn (1939-).